# رابرت پیگوت، بارونت دوم
رابرت پیگوت، بارونت دوم (انگلیسی: Sir Robert Pigot, 2nd Baronet; ۲۰ سپتامبر ۱۷۲۰ – ۱ اوت ۱۷۹۶) نظامی و سیاستمدار اهل پادشاهی بریتانیای کبیر بود.